# Thyene sexplagiata
Thyene sexplagiata es una especie de araña saltarina del género Thyene, familia Salticidae. Fue descrita científicamente por Simon en 1909.
Habita en Santo Tomé y Príncipe.